# Lockheed VC-66

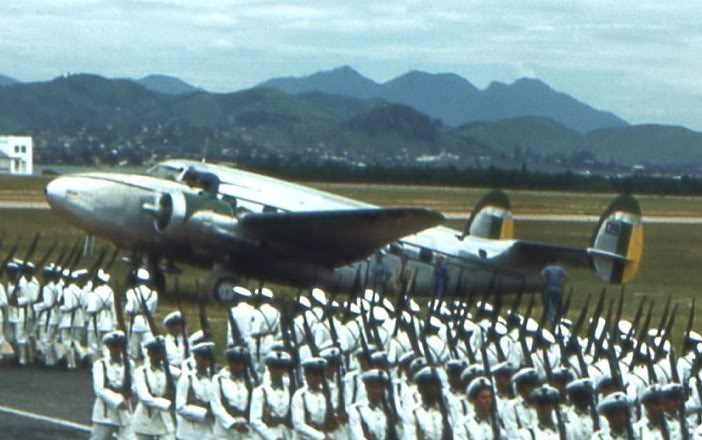
Lockheed L-18 Lodestar FAB VC-66
1941 a 1954 - Getulio Vargas

O Lockheed L-18 Lodestar FAB VC 66 foi o primeiro avião presidencial do governo brasileiro. Sua aquisição foi feita em 1942, da US Army para atender o presidente Getúlio Vargas.

## Características
Esta aeronave teve seu interior especialmente modificado para servir como avião presidencial, se tornando assim a primeiro FAB 001 (call sign dado aos aviões presidenciais no Brasil, a exemplo do famoso Air Force One dos EUA). Sua configuração era composta por 11 assentos e motores Wright R-1820-87.
Após a aquisição deste exemplar, foram adquiridos outros modelos C-60 para o transporte de tropas da FAB.
No Brasil, ficou designado como VC 66. No entanto, era pouco apropriado para as viagens presidenciais, devido à baixa autonomia e ao pouco conforto. Foi utilizado até 1962 como avião presidencial, após esse ano, continuou em serviço na FAB, até ser sucateado em 1971.